# Athenagoras
Athenagoras, född omkring 133 möjligen i Aten, död omkring 190, var en filosof och tillika en av kristendomens äldsta apologeter, verksam i Aten och Alexandria.
Redan omkring år 177 inlämnade han till kejsar Marcus Aurelius en längre skrift, Legatio pro christianis, som ännu finnes i behåll och i vilken han tar de kristna i försvar mot hedningarnas beskyllningar, bland annat för kannibalism, samt filosofiskt försöker bevisa kristendomens överlägsenhet gentemot andra doktriner. Detta är ett av de första skriftliga ställningstagandena emot abort.
Ett annat berömt arbete av Athenagoras är De resurrectione mortuorum ("Om de dödes uppståndelse"). 
Athenagoras har sagts ha varit influerad av Plotinos, och sedan övergivit dennes filosofi för att konvertera till kristendomen.